# Pic Long
Pour les articles homonymes, voir Long.
Le pic Long est un sommet des Pyrénées françaises. Avec ses 3 192 mètres, c'est le plus haut sommet du massif du Néouvielle et le troisième plus haut sommet des Pyrénées situé entièrement en France, après la pointe Chausenque et le piton Carré.

## Géographie
Le pic Long est situé dans le département des Hautes-Pyrénées, près de Saint-Lary-Soulan dans le parc national des Pyrénées et près de la réserve naturelle nationale du Néouvielle. Il forme un tripoint en limite des communes d'Aragnouet, Gavarnie-Gèdre et Luz-Saint-Sauveur.

### Hydrographie
Le sommet est le point culminant de la ligne de partage des eaux entre les bassins versants de l'Adour, côté ouest, et de la Garonne, côté est, deux fleuves atlantiques.
Le ruisseau de Bugarret, d'une longueur de 11,6 kilomètres, prend sa source sur la commune de Luz-Saint-Sauveur (Hautes-Pyrénées), au pied du pic Long, à l'altitude de 2 620 mètres.

## Histoire
En août 1846, la première ascension est réalisée par le duc de Nemours et son guide Marc Sesqué.
Le 13 août 1890, Henri Brulle, Célestin Passet et François Bernat-Salles réalisent l'ascension du pic Long.

## Voies d'accès
Historiquement, la voie habituelle partait du barrage de Cap de Long pour aller repiquer l'arête sud-est (PD+) et attendre la hourquette du Pic Long séparant le sommet du pic Badet. Cette voie est cependant devenue plus difficile en été du fait du recul du glacier de Pays-Baché, imposant un passage d'escalade délicat (IV).
De nos jours, d'autres voies sont conseillées, comme l'arête ouest du Bugarret (PD) au départ du lac Tourrat, où l'arête sud-est par le pic Badet (PD à PD+), avec possibilité d'enchaîner les deux vires dans les deux sens. Néanmoins et bien que ne nécessitant pas d'encordement, ces passages requièrent une attention toute particulière en raison du vide omniprésent, des nombreux monolithes (ou gendarmes) à franchir (avec parfois des accès de contournement), ainsi que des chutes de pierres découlant de la grande friabilité de la roche. Une troisième arête, nord-est, part du pic Maubic pour rejoindre le sommet : beaucoup plus difficile et aérienne, celle-ci exige en revanche l'utilisation de cordages.
En escalade pure s'offrent le pilier nord-ouest en partant du glacier du Lac Tourrat, ou encore l'imposante face sud-ouest, mais les chutes de pierres y demeurent nombreuses.
Le pic Long reste d'un des 3 000 des Pyrénées les plus difficiles à gravir. Quelle que soit la voie empruntée, ce sommet s'adresse au randonneur expérimenté avec de bonnes capacités de grimpeur et d'endurance.

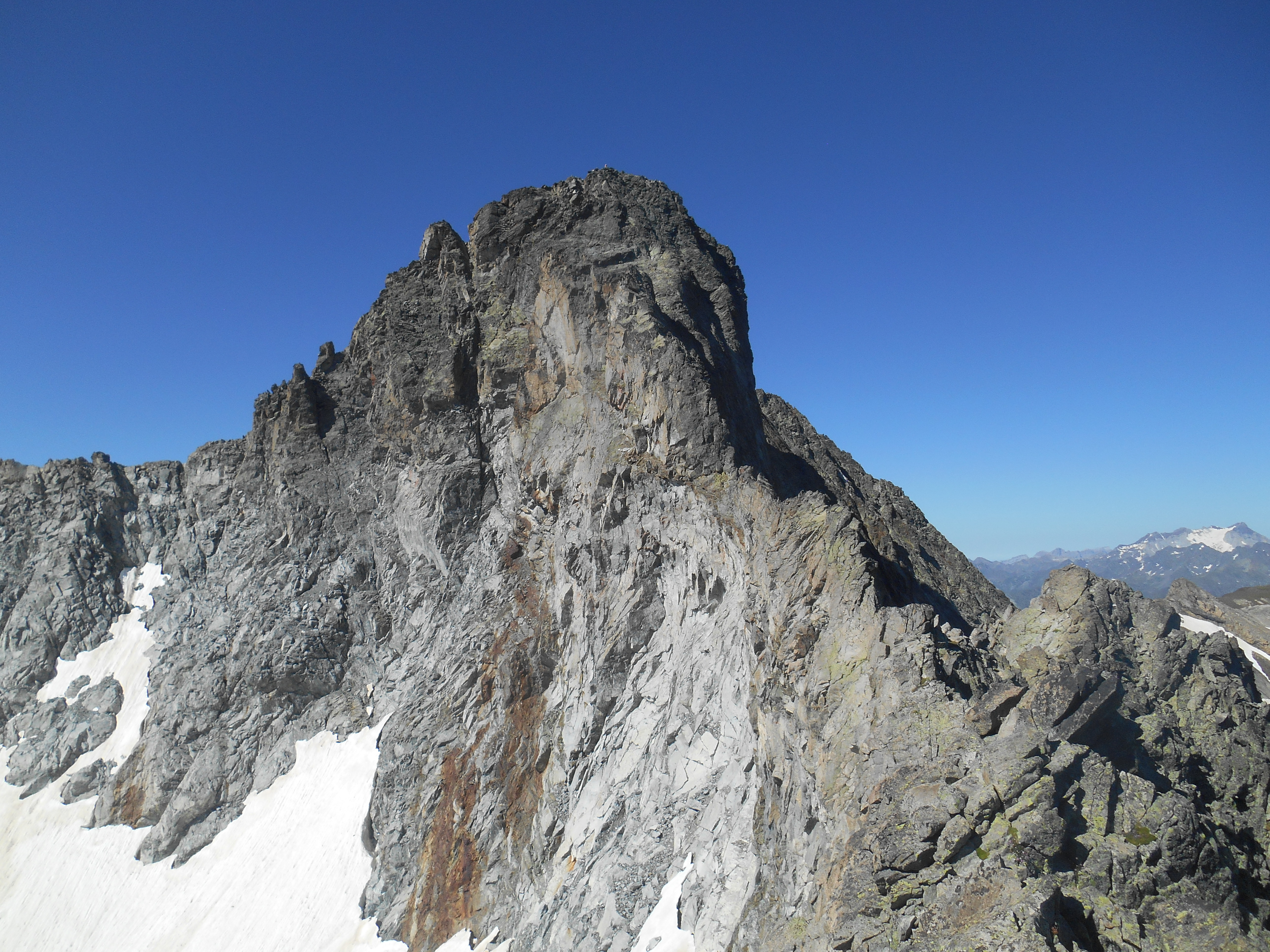
Arête nord-est depuis le pic Maubic.
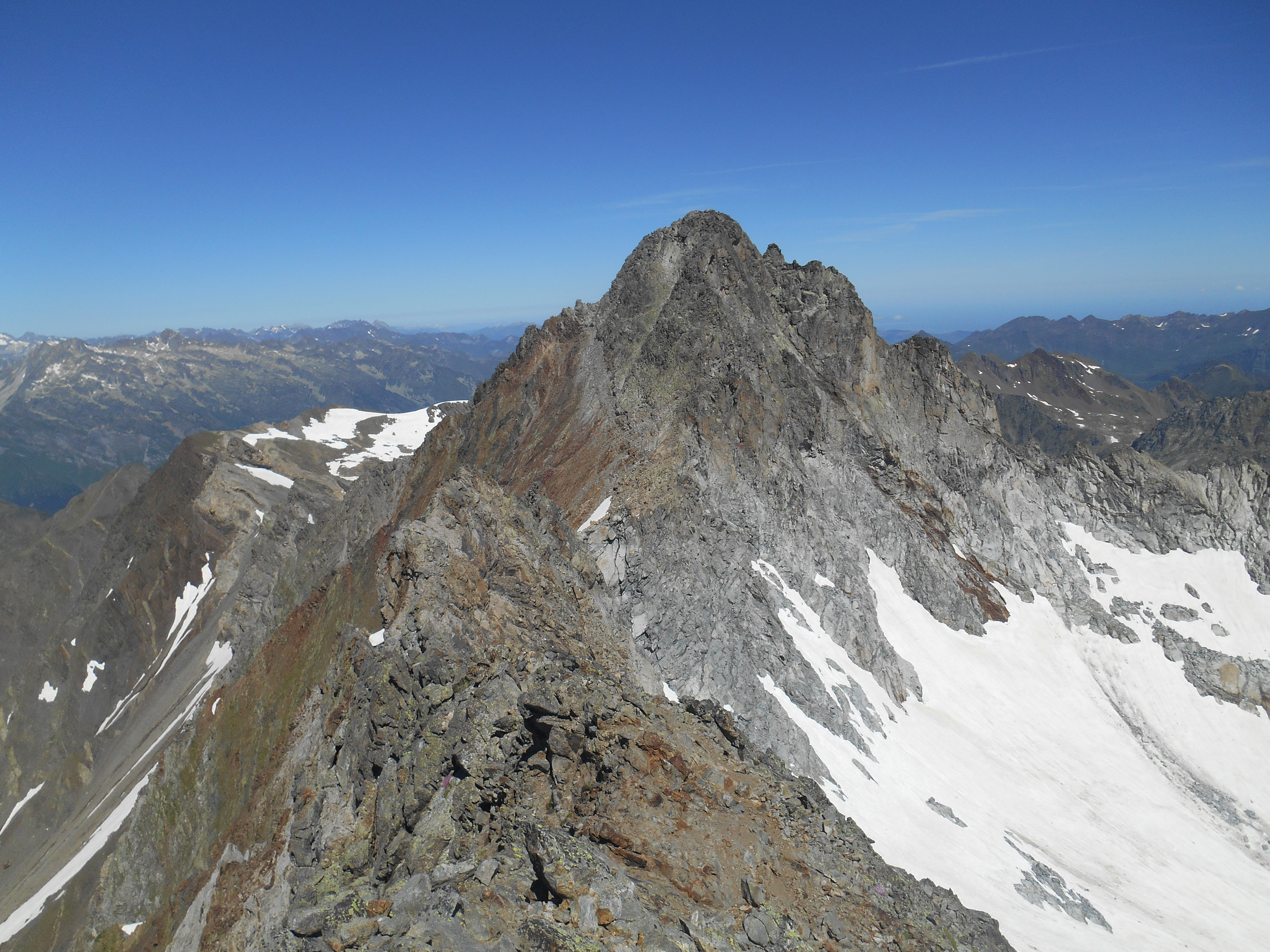
Arête sud-est depuis le pic Badet.
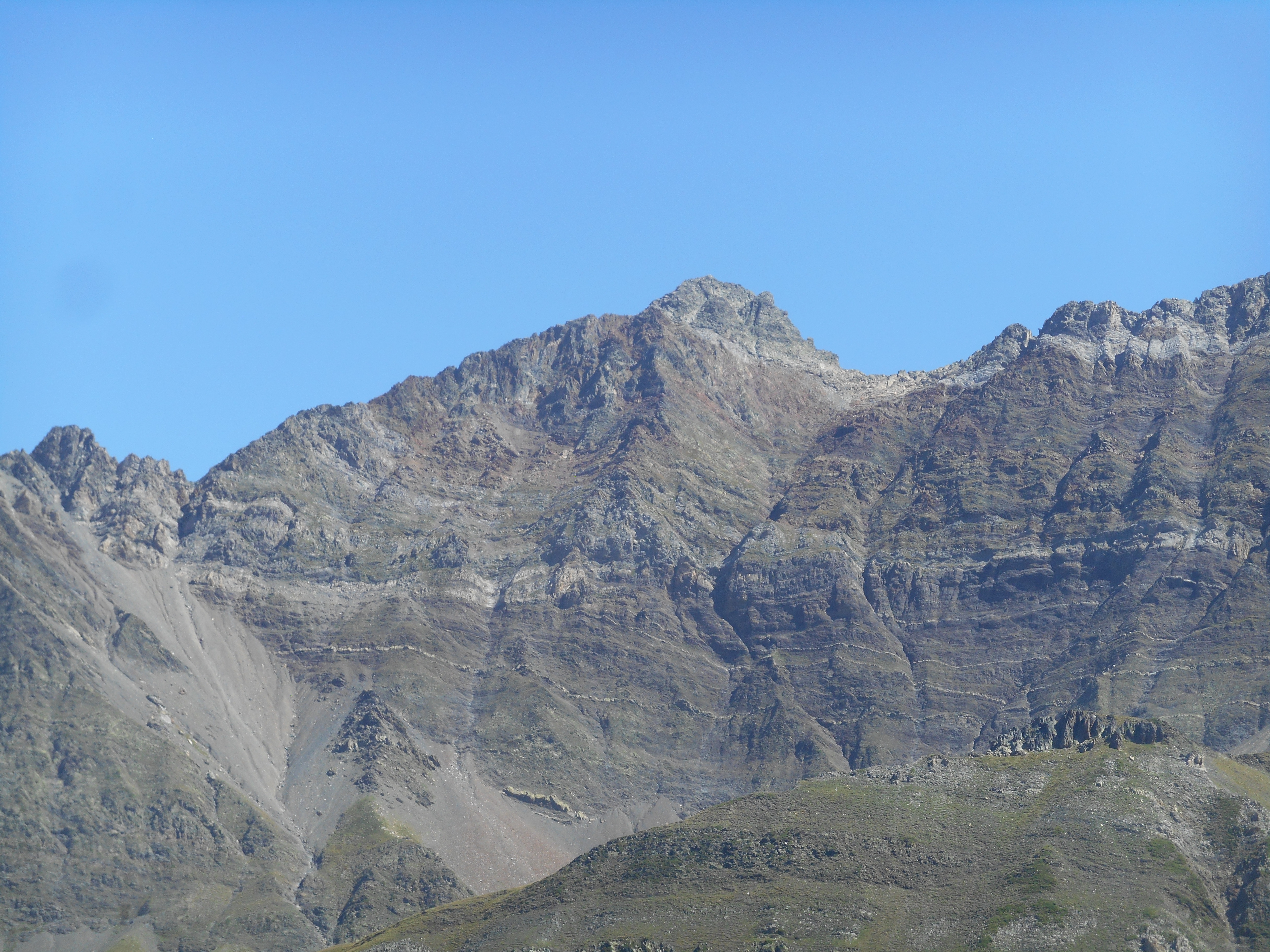
Face sud-ouest depuis le lac de Bassia.
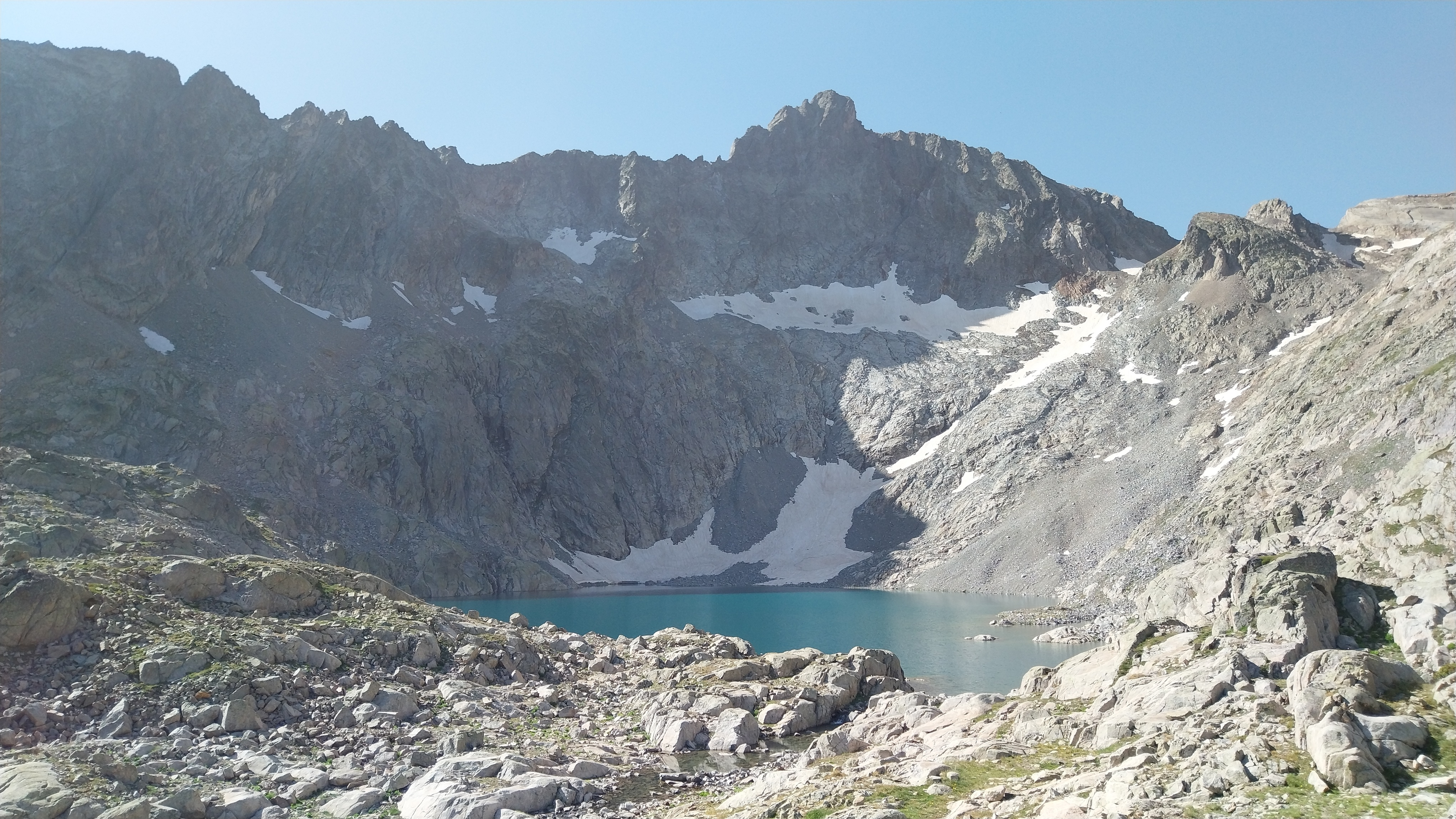
Vue du lac Tourrat avec, à droite, l'arête du Bugarret.